# Neuilly-en-Donjon
Neuilly-en-Donjon – miejscowość i gmina we Francji, w regionie Owernia-Rodan-Alpy, w departamencie Allier.

## Demografia
Według danych na rok 1990 gminę zamieszkiwało 309 osób, a gęstość zaludnienia wynosiła 12 osób/km². W styczniu 2015 r. Neuilly-en-Donjon zamieszkiwały 224 osoby, przy gęstości zaludnienia wynoszącej 8,7 osób/km².